# Wilhelm II. von Neuenahr

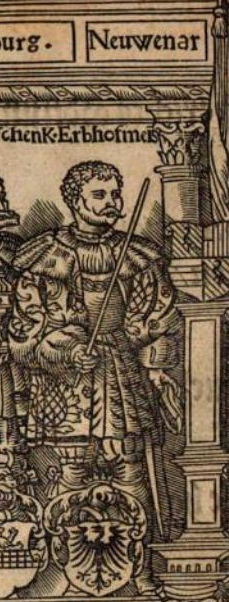
Wilhelm II. von Neuenahr als Kurkölner Erbhofmeister, Holzschnitt von Anton Woensam (Ausschnitt), 1538

Wilhelm II. Graf von Neuenahr (Nuenar, a Nvenar, de Nova Aquila, van Nieuwenar) und Moers (Mörß), Herr von Bedburg (Bedbur), Krefeld und Cracau (* zwischen 1485 und 1487; † zwischen 16. März und 24. August 1552) war ein deutscher Diplomat und Förderer der Reformation.

## Leben
Wilhelm II. von Neuenahr war ein Sohn von Graf Wilhelm I. von Neuenahr (* um 1447; † 1497), Herr zu Bedburg, und (⚭ 1484) Gräfin Walburga von Manderscheid (* 1468; † 1530/35), Herrin zu Schleiden. Seine Mutter heiratete 1502 in zweiter Ehe Frederik van Egmond (um 1440–1521), Graf zu Büren und Leerdam, Sohn von Graf Wilhelm van Egmond (1412–1483), Herr von IJsselstein und Statthalter von Geldern, und dessen Frau Walburga von Moers (um 1415–um 1459). Floris van Egmond (1469–1539), habsburgischer Statthalter der Herrschaft Friesland, war Wilhelms II. Stiefbruder. Aus einer außerehelichen Beziehung seines Vaters stammte die Halbschwester Agnes, verheiratet mit Wilhelm Deutz genannt van der Kulen. Johann IX. von Hoorn († 1506), seit 1482 Bischof von Lüttich, war Wilhelms II. Großonkel, Konrad IV. von Rietberg († 1508), Bischof von Osnabrück und Münster, sein Cousin.
→ Zu weiteren Vorfahren siehe den Artikel zu seinem Bruder Hermann von Neuenahr der Ältere (1492–1530).
Als sein Vater 1497 starb, war Wilhelm II. noch minderjährig. Goedart Deutz (Duytsche) van der Kulen († nach 1512) von Außem und Conrad Roß von Laach († 1508) wurden als seine Vormünder bestellt.

### Erbhofmeister des Kurfürstentums Köln
„Graiff Wilhelm tzo Nuwenar“ nahm 1505 im Gefolge des Kölner Erzbischofes Hermann von Hessen (1450–1508) am Reichstag des späteren Kaisers Maximilian I. in Köln teil. Bereits 1508 – noch unter Erzbischof Hermann von Hessen – wird „Wilhem graue zu Nuwenar, herre zu Bedbur“ als „erffhoifmeister des stifts Coellen“ bezeichnet.
1512 trat er einem Bündnis des Wetterauer Grafenvereins mit mehreren Eifelgrafen unter Führung der Grafen Johann V. von Nassau-Dillenburg (1455–1516) und Philipp II. von Virneburg-Saffenberg und Neuenahr († 1522/25) bei, das 1515 und 1520 erneuert wurde. Wilhelm von Neuenahr wurde dabei der Gruppe der „niederländischen“, nicht den „wetterauischen Grafen“ zugerechnet. Im selben Jahr 1512 wurde Wilhelm, Graf von Neuenahr, Herr zu Bedburg (Bedtbornn), in Schleiden auf Wunsch von Graf Diedrich IV. von Manderscheid-Schleiden (1481–1551), der dem Bündnis ebenfalls angehörte, „Kurator, Tutor, Administrator, Anwalt und Vormund“ seines Sohnes Diedrich – gemeint ist der natürliche Sohn Dietrich (Diethard; Dietz) Bastard von Manderscheid-Grevenmacher (* 1500/05; † 1584) –, war also selbst zu diesem Zeitpunkt bereits volljährig (älter als 25 Jahre). Mitvormund Dietrichs blieb Thomas Print von Horchheim genannt von der Broel d. Ä. († 1543), der Amtmann zu Kronenburg. Dietrich Bastard von Manderscheid war 1529 als Hauptmann von 4 Fähnlein Landsknechten in französischen Kriegsdiensten, 1547 Amtmann der Herrschaft Neuerburg und erhielt Renten aus dem lothringischen Dorf Malling und verschiedenen Höfen in der Eifel.
1514 stellt Graf Wilhelms II. entfernter Cousin Graf Jakob III. von Horn († 1531) Wilhelm II. von Neuenahr eine Obligation über 5750 Gulden aus. Die Belehnung der Grafen von Neuenahr im Erzstift Köln mit Bedburg, Garsdorf, Hof Morken, Rösberg und dem Erbhofmeisteramt des Kurfürstentums wurde 1515 von Erzbischof Philipp II. von Daun für Wilhelm II. von Neuenahr bestätigt.
Wilhelm II. von Neuenahr trat 1516 in der Nachfolge von Philipp II. von Daun in dieser Funktion als Vormund seiner Neffen 2. Grades Gumprecht II. (* um 1503; † 1555) und Friedrich von Neuenahr-Alpen (1504–1528) auf, der Söhne seines Vetters Gumprecht I. von Neuenahr-Alpen (1465–1504). Wilhelm II. fungierte auch als Vogt (Beistand) für dessen Witwe Gräfin Amalie von Wertheim (1460–1532).
Von Karl V. (1500–1558) erhielt Wilhelm II. von Neuenahr 1518/19 ein Geschenk von 2000 Goldgulden für seine Unterstützung als Kurkölner Erbhofmeister bei dessen Wahl zum römisch-deutschen König.

### Erwerb der Grafschaft Moers
1518 heiratete er Anna (Anastasia?) Gräfin zu Wied und Moers (um 1500–1528), Herrin zu Rodemachern (Rodemack), Tochter von Wilhelm III. Graf zu Wied (* um 1455/60; † 1526), Herr zu Ysenburg und Runkel, und (⚭ 1481) Margareta Gräfin von Moers (um 1470–1515). Seine Frau Anna von Wied, die Erbtochter der Grafschaft Moers, war eine Nichte des Kölner Erzbischofs Hermann V. von Wied (1477–1552; reg. 1515–1547).
Sein Schwiegervater überließ Wilhelm am 20. März 1519 die Grafschaft Moers sowie die Herrschaften Rodemachern und Bolchen (Boulay). Der Besitz von Rodemachern war jedoch zwischen den Grafen von Wied/Neuenahr und den Markgrafen von Baden-Baden umstritten. Tatsächlich war die Herrschaft 1492 von Baden-Rodemachern in Besitz genommen worden. 1525 schrieb Erzherzog Ferdinand I. von Österreich (1503–1564) deswegen an Markgraf Philipp I. von Baden (1479–1533). Das Reichskammergericht hatte für die Markgrafen entschieden, Kaiser Karl V. erklärte es aber für unzuständig, da Luxemburg exempt sei. Er beauftragte Graf Wilhelm von Nassau-Dillenburg (1487–1559) mit der Schlichtung des Konflikts. Der Große Rat von Mecheln hatte 1537 und 1542 zugunsten von Baden entschieden, ein weiterer Prozess war aber 1552 beim Tode Wilhelms II. von Neuenahr noch anhängig.
Wegen der Herrschaft Kronenburg und Lehengeld auf Sierck, einem luxemburgischen bzw. einem lothringischen Lehen der Herren von Rodemachern, hatten Wilhelm II. von Neuenahr und sein Schwiegervater Wilhelm III. von Wied eine Auseinandersetzung mit Dietrich IV. von Manderscheid-Schleiden, einem Enkel der Franziska von Rodemachern († 1483). Als Schiedsrichter fungierten der Abt von Prüm Wilhelm von Manderscheid-Kail († 1546) und Graf Johann III. von Wied-Runkel († 1533), die ihrerseits Graf Wilhelm von Nassau-Dillenburg mit der Schlichtung beauftragten, der Sühnetage in Köln ansetzte. 1528 erklärten Neuenahr und Wied gegenüber Herzog Anton II. von Lothringen (1489–1544) ihren Verzicht auf das Lehengeld zu Gunsten von Dietrich IV. und seinen Erben.
Die Herrschaft Bolchen verkaufte Wilhelm II. 1530 an Anton II. von Lothringen, der sie schon zuvor in Pfandschaft besessen hatte. Wilhelm II. hatte den Lothringer Herzog, der Ansprüche auf Geldern erhob, 1529 besucht und erhielt für seine Dienste von diesem eine Pension von 1000 Gulden.

### Vermittlungen für Kurköln, Jülich-Kleve-Berg und Kursachsen
Wilhelm II. von Neuenahr und der Kurfürstliche Rat Hartmannus Maurus (Hermann Mohr) († 1537) verhandelten im Oktober 1520 als kurkölnische Gesandte in Löwen mit Karl V. über die Modalitäten der Kaiserkrönung und ihre mögliche Verlagerung nach Köln, weil in Aachen Pestfälle aufgetreten waren; bei ihrer Audienz war auch der Humanist Sebastian von Rotenhan (1478–1534) anwesend. Unmittelbar zu dieser Zeit wurden am 8. Oktober 1520 in Löwen Luthers Schriften öffentlich verbrannt. Die Kaiserkrönung, an der Wilhelm II. und sein Bruder Hermann von Neuenahr teilnahmen, fand am 23. Oktober 1520 in Aachen statt.
1521 nahm Wilhelm II. von Neuenahr für die Grafschaft Moers, die damals noch anerkannt ihre Reichsstandschaft beanspruchte, am Wormser Reichstag teil, in dessen Rahmen am 17./18. April Martin Luther (1483–1546) angehört wurde. 1522 handelte er die Bedingungen für den Einritt Erzbischofs Hermann V. in die Stadt Köln mit aus.
Bei der Fehde zwischen Franz von Sickingen (1481–1523) und dem Trierer Erzbischof Richard von Greiffenklau zu Vollrads (1467–1531) versuchte Wilhelm II. im September 1522 im Auftrag des Kölner Erzbischofs Hermann V. von Wied vergeblich, zwischen den beiden Kontrahenten zu vermitteln. Der Trierer Kurfürst konnte und wollte jedoch die von Sickingen für seinen Abzug geforderten 200.000 Dukaten nicht aufbringen. Nach Auseinandersetzungen mit der Kurkölner Stadt Andernach über deren Rechnungslegung gehörte der Hofrat Wilhelm II. von Neuenahr zu einer erzbischöflichen Gesandtschaft, die in der Stadt im Herbst 1522 Gespräche zur Beilegung des Streites führte.
Am 3. November 1522 war Wilhelm II. von Neuenahr in Siegen zusammen mit Katharina von Weinsberg († 1538), Ehefrau von Eberhard IV. von Eppstein-Königstein (1485–1535), Taufpate seiner späteren Schwiegertochter Magdalena von Nassau-Dillenburg (1522–1567).
1523 stellte Wilhelm II. dem Hochmeister des Deutschen Ordens Albrecht I. von Brandenburg-Ansbach (1490–1568) gegen 2352 Goldgulden Sold Reiter für einen – nicht zustande gekommenen – dänischen Zug zur Unterstützung König Christians II. von Dänemark (1481–1559, reg. 1513–1523). Albrecht I. heiratete 1526 als Herzog von Preußen die Prinzessin Dorothea von Dänemark (1504–1547).
Wilhelm II. von Neuenahr und der westfälische Landdrost Johann Quadt zu Landskron (1470–1542), Herr zu Tomberg, quittierten 1523 für Kurköln ein Darlehen der Landstände über 1000 Gulden.
1524 nahm Wilhelm II. an der Installation des Wormser Fürstbischofs Heinrich von der Pfalz (1487–1552) zum Bischof von Utrecht teil.
In einem Streit um das Erbe der Herren von Reichenstein zwischen Elisabeth von Reichenstein († 1529), der Witwe von Adolf von Limburg-Styrum († 1506), und seinem Onkel Graf Dietrich IV. von Manderscheid-Schleiden, der 1506 Margaretha von Sombreff-Kerpen-Reckheim (1489–1518), die Witwe von Heinrich II. Ernst von Reichenstein (1476–1506) geheiratet hatte, sorgten Wilhelm II. von Neuenahr und Domkeppler (ab 1547 Domdechant) Graf Georg von Sayn-Wittgenstein († 1558) für zwei ausgleichende Abkommen, die 1525 und 1527 geschlossen wurden. Wilhelm II. von Neuenahr gehörte 1526 in Aachen auch zu den Schlichtern eines Erbschaftsstreites zwischen den Brüdern Philipp III. († 1534) und Kuno († 1545) von Virneburg-Saffenburg und Neuenahr.
1526 war er zusammen seinem Bruder Graf Hermann von Neuenahr, Graf Dietrich IV. von Manderscheid-Schleiden und seinem Schwiegervater Graf Wilhelm III. von Wied Vertreter des Kölner Erzbischofs Hermann V. von Wied sowie zusammen mit Landdrost Nikolaus (Claus) von Münchhausen († 1566) auf Holtwick Vertreter des Münsteraner Bischofs Friedrich III. von Wied (1475/1478–1551; reg. 1522–1532) auf dem Speyerer Reichstag. Er erscheint 1526 als Amtmann zu Hülchrath, das 1490/91 von Erzbischof Hermann V. von Wied an seinen Vater Wilhelm I. von Neuenahr verpfändet worden war.
In der zweiten Hälfte der 1520er Jahre vermittelten Wilhelm II. von Neuenahr, der neben Kanzler Dr. Bernhard von Hagen († 1556) und Dr. Johann Gropper (1503–1559) zu den einflussreichsten Persönlichkeiten des Erzbistums gehörte, und Wilhelm von Nassau-Dillenburg in Streitigkeiten zwischen Kurköln und Jülich-Kleve-Berg.
Wilhelm II. von Neuenahr wirkte 1526 mit am Zustandekommen des Ehevertrags zwischen Johann Friedrich I. von Sachsen (1503–1554) und Sibylle von Jülich-Kleve-Berg (1512–1554). Er und Graf Philipp von Solms-Lich erhielten als Dank für ihre Vermittlertätigkeit je 1000, Graf Albrecht VII. von Mansfeld 500, Anarg von Wildenfels 400 und Hans von Minckwitz († 1534) 300 Goldgulden. Vermutlich war Wilhelm II. von Neuenahr 1527 Zeuge des Düsseldorfer Religionsgespräches zwischen Friedrich Myconius (1490–1546) und dem Franziskanerobservant Johann Heller aus Korbach, das von Anarg von Wildenfels anlässlich der dritten Reise von Johann Friedrich I. von Sachsen nach Düsseldorf moderiert wurde.
Wilhelm II. von Neuenahr und seine Frau Anna, die noch im selben Jahr starb, kauften 1528 die an den Neuenahrer Hof angrenzende Hofstatt zum Bongart (auch St. Cornelishof genannt) auf der Kölner Breite Straße vom Abt Heinrich III. von Binsfeld († 1531) der Reichsabtei Kornelimünster. Im November wurde Wilhelm II. als Ausgleich für alte Forderungen von Erzbischof Hermann V. von Wied mit 100 Goldgulden Manngeld aus dem Zoll zu Bonn belehnt.

### Diplomatischer Dienst für Kaiser Karl V. und Kursachsen
1527 wurden die Folgen der Reichsacht aufgehoben, durch die Wilhelm II. von Neuenahr und sein Schwiegervater Wilhelm III. von „Widde“ als Erben des Vinzenz von Moers-Saarwerden (1414–1499), der 1493 von König Maximilian I. geächtet worden war, noch immer beeinträchtigt gewesen waren. Die Restitution war kaiserliches Recht und in § 6 des Reichstagsabschieds von 1526 bestätigt worden. Sie erfolgte während einer Reise Hermanns von Neuenahr d. Ä. zum kaiserlichen Hof in Valladolid.
Karl V. sandte Wilhelm II. von Neuenahr und Wilhelm von Nassau-Dillenburg 1528 zu Johann von Sachsen (1468–1532). Im Auftrag des Kaisers sprachen sie mit dem Kurfürsten über theologische Streitigkeiten, die Restitution der Kirchengüter, die Reichstürkenhilfe, die geplante Königswahl Ferdinands I. – gegen die Johann im Januar 1531 als einziger stimmte – sowie über Maßnahmen gegen Zwinglianer und Täufer und forderten ihn auf, persönlich auf dem nächsten Reichstag in Speyer zu erscheinen.
Die Kurkölner Delegation zum Reichstag in Speyer 1529 bestand neben dem Kurfürsten selbst aus Wilhelm II. von Neuenahr, Dietrich IV. von Manderscheid, Hermann von Neuenahr, Wilhelm III. von Wied, dem Kanzler Dr. Bernhard von Hagen, Dr. Johann Gropper, Bartholomäus I. von der Leyen († 1540) und Dr. Hieronymus Einkürn († 1560). Philipp Melanchthon (1497–1560) nahm dort Kontakt zu Wilhelm II. von Neuenahr auf.
Im März/April 1530 beauftragte der sächsische Hofmarschall Hans von Doltzig (um 1485–1551) Heinrich III. von Nassau-Breda (1483–1538) bzw. dessen Bruder Wilhelm von Nassau-Dillenburg und Wilhelm II. von Neuenahr in Dillenburg mit der Vermittlung zwischen dem Kaiser und Kurfürst Johann von Sachsen. Sie trafen Karl V., der sich auf der Rückreise von der Kaiserkrönung in Bologna nach Deutschland befand, im Mai in Innsbruck. Der Kaiser schlug dem Kurfürsten durch die beiden Unterhändler ein Vorgespräch vor dem Reichstag in Kufstein oder München vor, das Kurfürst Johann von Sachsen jedoch zu führen ablehnte. Anschließend nahmen Wilhelm II. von Neuenahr für seine Grafschaft Moers und Heinrich III. von Nassau am Augsburger Reichstag teil, in dessen Verlauf Wilhelms II. Bruder Hermann von Neuenahr starb.

### Nach dem Augsburger Reichstag
Im Januar 1531 nahm „Erbhoffmayster Graff Wilhallm von Newenaer“ an der Krönung Ferdinands I. zum Deutschen König in Aachen teil. Karl V. beauftragte im Juli 1531 in Brüssel seinerseits Wilhelm II. von Neuenahr und Wilhelm von Nassau-Dillenburg erfolglos als Vermittler, um Johann von Sachsen für eine Rückkehr zur alten Kirche zu gewinnen; sie besuchten den Kurfürsten am 22. August. Karl V. sandte Wilhelm II. von „Noënaër“ auf dieser Reise über Heidelberg auch zu Kurfürst Ludwig V. von der Pfalz (1478–1544) und Landgraf Philipp I. von Hessen (1504–1567).
Wilhelm II. von Neuenahr wurde von den Ernestinern für die diplomatischen Aufgaben förmlich in Dienst des Kurfürstentums Sachsen genommen. Auf seine Anregung hin ließen sich darüber hinaus im Frühjahr 1533 auch der jülich-klevische Kanzler Johann Ghogreff (um 1499–1554) und der jülich-klevische Hofmeister Werner von Hochsteden-Niederzier (1499–1565) zu Nothausen zusätzlich zu ihrer Verpflichtung für Herzog Johann III. von Jülich-Kleve-Berg (1490–1539) in den Dienst des Kurfürsten Johann Friedrich I. von Sachsen nehmen; beide gaben die Bestallung aber auf Wunsch der sächsischen Herzogin Sibylle von Jülich-Kleve-Berg im Herbst des Jahres wieder zurück. 1536 schrieb Kurfürst Johann Friedrich I. über „wolgeborn unser radt und lieber getreuer“ Wilhelm II. von Neuenahr. Ihm wurde für seine Tätigkeit als kursächsischer Rat Dienstgeld ausgehändigt, für das Jahr 1541 etwa war dies ein Betrag von 476 Gulden.
Seit 1531 stand Wilhelm II. von Neuenahr auch im Dienst der Reichsstadt Metz in der Nähe seiner ehemaligen Herrschaft Boulay. Er und sein Onkel Dietrich IV. von Manderscheid-Schleiden unterstützten im Einvernehmen mit Johann Friedrich I. von Sachsen die dortige evangelische Partei des Patriziers und ab 1533 Schöffenmeisters Robert de Heu († 1577), seigneur de Malleroy (Malroy). Als Erbe seiner Frau Anna von Wied machte Wilhelm II. 1531 nach dem Tod von Karl II. von Ligny und Brienne-Rouffy († 1530) Ansprüche auf die Grafschaft Rouffy geltend.

### Reise nach England
Im Oktober/November 1531 waren Wilhelm II. von Neuenahr und der jülich-klevische Kanzler Johann Ghogreff im Auftrag von Herzog Johann III. von Jülich-Kleve-Berg zwölf Tage in diplomatischer Mission am Hof des englischen Königs Heinrich VIII. (1491–1547), bei dem sie drei oder vier Audienzen hatten. In London sprach Wilhelm II. auch mit dem kaiserlichen Botschafter Eustace Chapuys (1489–1556) und dem hessischen Gesandten und späterem württembergischen Kanzler Lic. Nikolaus Müller genannt Mayer (* um 1485; † 1549). Sein Bericht aus Werl an Johann Friedrich I. von Sachsen über diese Reise ist jedoch diplomatisch verklausuliert und wenig aufschlussreich. Vermutlich ging es um die Angelegenheit der Scheidung des Königs von Katharina von Aragon. Es wurde auch über eine mögliche Heirat des Prinzen Wilhelm von Jülich-Kleve-Berg mit Heinrichs VIII. Tochter Maria gesprochen.

### Förderer des Protestantismus
1532 schrieb der Humanist Dietrich Bitter († 1561) an den Schweizer Reformator Heinrich Bullinger (1504–1575), dass unter den Herren, die am Niederrhein das reine Evangelium in ihren Landen zuließen, auch der Graf von Moers sei. Martin Bucer (1491–1551) widmete Wilhelm von Nassau und Wilhelm II. von Neuenahr 1533 seine Schrift „Furbereytung zum Concilio“, die zu einem interkonfessionellen Dialog aufrief. Wilhelm II. von Neuenahr berief Johann Uden (Udemius) als evangelischen Prediger zum Vikar des Liebfrauenaltars in Moers und zu seinem Hofprediger. Hendrik van Bommel († 1570), der 1536 aus Kleve vertrieben worden war, erhielt eine Anstellung an der Moerser Schule und bekam die Erlaubnis zum Predigen.
Auf dem Regensburger Reichstag von 1532 vertraten Wilhelm II. von Neuenahr, Dietrich IV. von Manderscheid-Schleiden, Dr. Anton Hausmann, Dr. Bernhard von Hagen und Dr. Johann Lilie den Kölner Erzbischof, den Münsteraner Bischof und den Abt von Prüm. Im Januar 1533 berieten sich Hans von Dolzig, Wilhelm II. von Neuenahr und Wilhelm von Nassau-Dillenburg in Dillenburg über den kursächsischen Einspruch gegen die Königswahl von Ferdinand I. Wilhelm II. von Neuenahr und Wilhelm von Nassau schlossen 1533 in Koblenz eine vorläufige Eheabsprache ab zwischen Renatus von Châlon (1519–1544), dem ersten Fürsten von Oranien, der am Hof Karls V. erzogen wurde, und Anne von Lothringen (1522–1568), Tochter des Herzogs Anton II. von Lothringen.

### Kurkölner Verschreibung auf den Zoll zu Linz
Erzbischof Hermann V. von Wied verschrieb 1533 Graf Wilhelm II. von Neuenahr mit Zustimmung des Domkapitels 500 Gulden auf dem Zoll zu Linz. Wilhelm II. hatte dafür auf Bitte seines bereits verstorbenen Schwiegervaters Wilhelm III. von Wied und seines Schwagers Graf Johann III. († 1533), beide Herren zu Ysenburg und Runkel, eine Schuld von 10.000 Gulden übernommen für Forderungen, die noch aus Zeiten der Erzbischöfe Ruprecht von der Pfalz und Hermann von Hessen (Kölner Stiftsfehde) stammten. Den Eberhart von Dript belehnte Wilhelm II. von Neuenahr 1534 mit dem Hof zu Venneckel (heute Vennikelstraße) bei Aher (= Traar).
Mit Karl von Egmond (1467–1538), dem Herzog von Geldern, stritt sich Wilhelm II. über den Zoll zu Tiel, Renten aus der Grafschaft Kessel und dem Amt Krickenbeck, das Haus Cracau und die Herrschaft Krefeld aus dem Erbe des Grafen Vincenz von Moers-Saarwerden († 1499) bzw. dessen Schwiegerenkels Wilhelm III. von Wied.
Der Sekretär des Grafen Wilhelm II. von Neuenahr war lange Zeit Georgen Syndorf (von Sindorf); secretarius Georgien van Syndorff war 1550 Inhaber (persona) der von Wilhelm II. von Neuenahr als Kollator vergebenen Pfarrpfründe in Neukirchen (Hochneukirch) bei Jüchen und wurde dort von Leonardt Schryver († 1560/75) als seinem Ständigen Vikar (perpetuus vicarius) vertreten.

### Zug gegen das Täuferreich von Münster
Gemeinsam mit Abt Matthias II. von Thurre († 1543) von Kloster Knechtsteden verhinderte Wilhelm II. von Neuenahr 1533, dass der taufgesinnte Wassenberger Prädikant Gilles van Rothem (Gijs, Ghielis von Ratheim) († 1536), der von Johann von Olmissen genannt Muelstroe († 1541) auf Hall unterstützt wurde, sich als Verwalter bei Hermann van der Arffe (Arft) auf Arff bei Hackenbroich niederlassen konnte. Im Juli 1534 besprachen Hermann V. von Wied und Wilhelm II. von Neuenahr mit dem kaiserlichen Legaten Johannes von Weeze, Erzbischof von Lund, in Brühl das weitere Vorgehen bei der Belagerung von Münster. 1534/35 nahm Wilhelm II. von Neuenahr am Feldzug gegen das Täuferreich von Münster teil.

### Weitere diplomatische Missionen
Anfang 1535 erhielten Wilhelm von Nassau und Wilhelm II. von Neuenahr den Auftrag, im Namen Kaiser Karls V. und seiner Schwester Maria von Ungarn (1505–1558) mit Kurköln, Sachsen, Jülich-Kleve-Berg und der Landgrafschaft Hessen über ein Bündnis zu verhandeln. Kaiser Karl V. belehnte Wilhelm II. von Neuenahr 1535 als brabantisches Lehen mit allen Zöllen auf der Maas (Schleidener Zoll). Daraufhin räumte ihm 1537 der Bischof von Lüttich, Erhard von der Mark (1472–1538, reg. 1505), den Maaszoll wieder ein, den er eine Zeitlang an sich gezogen hatte. Karl V. plante zu dieser Zeit, seine Nichte Christina von Dänemark (1521–1590), Witwe des Herzogs Francesco II. Sforza (1495–1535) von Mailand, mit Wilhelms II. Sohn Hermann von Neuenahr d. J. (1520–1578) zu verheiraten; die Verbindung kam jedoch nicht zustande. Von der Abtei Werden wurde Wilhelm II. 1535 und 1538 als Nachfolger der Moerser Grafen mit der Herrschaft Friemersheim belehnt.
Im November reisten Wilhelm von Nassau und Wilhelm II. von Neuenahr im Auftrag von Maria von Ungarn nach Wien, um König Ferdinand I. über die niederländischen Angelegenheiten zu informieren. Kurfürst Johann Friedrich I. von Sachsen, der im Oktober mit den beiden in Wien eingetroffen war und dort den Auftrag erhalten hatte, zwischen König Christian III. von Dänemark (1503–1559, reg. 1534) und Friedrich II. von der Pfalz (1482–1556) zu vermitteln, der am 29. September 1535 Dorothea von Dänemark (1520–1580) geheiratet hatte und Ansprüche auf deren Erbe erhob, schickte Wilhelm II. von Neuenahr im November 1535 zu dem Pfalzgrafen nach Heidelberg und weiter nach Brüssel zu Maria von Ungarn.
Zur Jahreswende 1535/36 nahm Wilhelm II. „von Nuwenar“ in Neuss an den Verhandlungen zwischen Kurköln und Jülich-Kleve-Berg über kirchliche Organisationsfragen und die Vorbereitung eines Kölner Provinzialkonzils 1536 teil.
Die Grafen Wilhelm von Nassau und Dietrich IV. von Manderscheid waren 1537 als Schlichter tätig bei Auseinandersetzungen zwischen Herzog Johann III. von Jülich-Kleve-Berg und Wilhelm II. von Neuenahr, der sich über die Verpfändung der Dörfer Paffendorf und Glesch beschwert hatte,
Wilhelm II. von Neuenahr warnte Kurfürst Johann Friedrich I. von Sachsen 1537 in einem Brief aus Brüssel vor Reichsvizekanzler Matthias von Held († 1563), der zum Bundestag des Schmalkaldischen Bundes gereist war, und hob die maßvolle Haltung der Königin Maria von Ungarn in der Religionsfrage hervor. Im Herbst 1537 besuchte Wilhelm II. von Neuenahr Kurfürst Johann Friedrich I. von Sachsen in Weimar. Er berichtete über die Friedensverhandlungen des Kaisers mit Frankreich und von einer geplanten Hochzeit des Jülicher Prinzen Wilhelm (1516–1592) mit Christina von Dänemark. Er riet, eine Vermittlung zwischen Kursachsen und dem Kaiser durch Herzog Johann III. von Jülich-Kleve-Berg zu suchen, und empfahl die Aufnahme geldrischer Städte in den Schmalkaldischen Bund.
Anlässlich dieser Reise ließ Wilhelm II. von Neuenahr seinen Hofprediger Johannes Udenus durch den Kurfürsten bei Martin Luther in Wittenberg einführen. Wilhelm II. nahm auf der Rückreise ein Schreiben des Kurfürsten an Dolzig mit, das er diesem am 3. Januar 1538 in Breda übergab. Zu Beginn der Auseinandersetzungen in der gelderischen Erbfolgefrage beauftragte Königin Maria von Ungarn den Landschreiber Laurenz du Blioul, Seigneur du Sart († 1542), dem kaiserlichen Rat Heinrich III. von Nassau-Breda Berichte seines Bruders Wilhelm von Nassau-Dillenburg und Wilhelms II. von Neuenahr zu übermitteln.

### Memorandum zur konfessionellen Verständigung

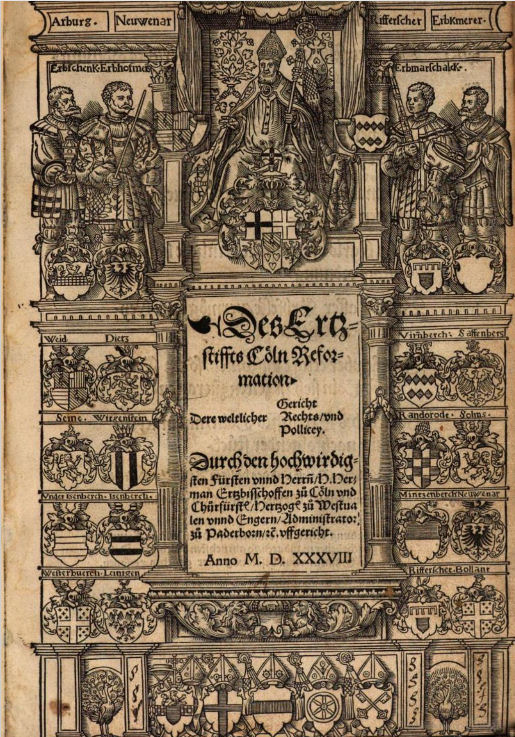
Erzbischof Hermann V. von Wied mit den Inhabern der Erbhofämter des Hochstiftes Köln, darunter Erbhofmeister Wilhelm II. von Neuenahr und Erbmarschall Johann IX. von Salm-Reifferscheidt-Dyck, Holzschnitt von Anton Woensam, 1538

Im Sommer 1538 hatte Wilhelm II. von Neuenahr den Eindruck gewonnen, dass er sich erfolgreich um einen Ausgleich der Interessen zwischen Nassau-Dillenburg und der Landgrafschaft Hessen (u. a. um das Katzenelnbogensche Erbe) bemüht hatte, obwohl dieser Konflikt tatsächlich weiter schwelte. Er bat seinen „Neffen“ (Stiefbruder) Floris van Egmond, Kaiser Karl V. zu einer Verständigung mit den „Lutterischen Fursten“ zu bewegen und verfasste dazu ein Memorandum: Dit is, op verbesseronck, myn kleyn bedencken. Nur so könne der Frieden im Reich erhalten und die Türkengefahr abgewehrt werden. Wilhelm II. von Neuenahr brachte hierbei auch den Gedanken an „eyn gemeyn cristtellich conciliom“ und ein Gespräch „vnder ougen“ zwischen Floris van Egmond und Philipp I. von Hessen ins Spiel, „it were zo Eyms sue wa it sus best gelegen“.
Im Oktober 1538 war er Gast bei der Hochzeit von Erbmarschall Graf Johann IX. von Salm-Reifferscheidt-Dyck (1513–1559), einem entfernten Vetter, mit Gräfin Elisabeth von Henneberg-Schleusingen (1517–1577), die von Herzogin Maria von Jülich (1491–1543) auf Schloss Hambach ausgerichtet wurde.
Im Frühjahr 1539 nahmen „her Wilhelm grave zu Neuenar; herr Hermann grave zu Neunar irer gnoden sone“ an Friedensverhandlungen der Gesandten Kaiser Karls V. mit dem Schmalkaldischen Bund (Frankfurter Anstand) auf dem Fürstentag in Frankfurt am Main teil. Nach Aufenthalten in Brüssel und zusammen mit Wilhelm von Nassau in Breda bat Wilhelm II. von Neuenahr Floris van Egmond 1539 um Vermittlung zwischen dem Kaiser und dem neuen Herzog Wilhelm V. von Jülich-Kleve-Berg und Geldern, dessen Charakter er ausführlich würdigte. Als seinen Boten sandte er Lubbert Godertsz. Torck († 1546/48), den Herrn von Sinderen und Hemert, Sohn der Margriet van Egmond († 1496), zu Floris van Egmond.
In den Auseinandersetzungen zwischen Franz von Waldeck (1491–1553), dem Bischof von Münster, und den Grafen von Schaumburg-Holstein-Pinneberg über die Reichsunmittelbarkeit der Herrschaft Gemen vermittelte Wilhelm II. von Neuenahr 1539/40 als kaiserlicher Kommissar.
Durch Graf Wilhelms Fürsprache wurde 1540 Christine Draetzen (Draitz, Dratz), die „vur ein ketzerse durch die ketzemisteren“ zum Feuertod verurteilt war, zur Verweisung aus der Stadt Neuss begnadigt.

### Bundestag in Schmalkalden
Wilhelm II. von Neuenahr, Dietrich IV. von Manderscheid-Schleiden, der allerdings krankheitsbedingt ausfiel, und Siebert von Löwenberg († nach 1553) überbrachten Anfang April 1540 im Auftrag von Kardinal Antoine Perrenot de Granvelle (1517–1586) dem Bundestag des Schmalkaldischen Bundes in Schmalkalden Vergleichsvorschläge des Kaisers Karl V. Im Auftrag des Kaisers drängte Wilhelm II. insbesondere auf eine Wiederherstellung der geistlichen Güter. Eine von Neuenahr und Manderscheid ausgelotete Unterstützung Herzog Wilhelm V. durch den Schmalkaldischen Bund kam ohne dessen förmlichen Übertritt zum Protestantismus nicht zu Stande. Außerdem war Landgraf Philipp I. von Hessen, der gleichzeitig in Geheimverhandlungen versuchte, mit Karl V. zu einer vertraglichen Übereinkunft zu kommen, nicht wirklich an der Aufnahme des Herzogs in den Bund interessiert.
Noch während dieses Bundestages vermittelten Herzog Philipp I. von Braunschweig-Grubenhagen, Graf Wilhelm von Nassau, Wilhelm II. von Neuenahr und Graf Günter XL. der Reiche von Schwarzburg bei einem Streit um den Kohlenhandel zwischen Albrecht VII. von Mansfeld und seinen Vettern.
Der kaiserliche Rat Cornelius de Schepper (1502–1555) sollte im Frühjahr 1542 über Wilhelm II. von Neuenahr und Wilhelm von Nassau die Möglichkeiten eines Bündnis rechtsrheinischer Grafen mit der niederländischen Statthalterin Maria von Ungarn ausloten.

### Herr von Krefeld und Cracau
Nach einem durch Kanzler Johann Ghogreff im Herbst 1541 vermittelten Vergleich über gegenseitige Ansprüche zwischen Kleve und Moers wurde Graf Wilhelm II. von Neuenahr am 5. Mai 1542 von Herzog Wilhelm V. von Jülich-Kleve-Berg und Geldern mit Krefeld und der Burg Cracau belehnt. Der Herzog verschrieb ihm 1542 darüber hinaus 300 Gulden auf dem Zoll zu Orsoy. Im Gegenzug wurde die Grafschaft mediatisiert. Wilhelm II. erkannte die jülich-klevische Lehnshoheit auch über Moers an, verzichtete auf die Reichsstandschaft sowie unter anderem auf Born und Gilverath – wofür er im Gegenzug mit den Weilerhöfen bei Krefeld-Linn belehnt wurde – und den Zoll am Homberger Werth (Ruhrort). Doch auch Nassau-Saarbrücken erhob weiterhin Anspruch auf die Grafschaft Moers; die Besitzstreitigkeiten konnten auch durch eine Konferenz in Bingen nicht ausgeräumt werden.
In Moers untersagte Graf Wilhelm II. 1542 den Karmeliten des dortigen Klosters, an Werktagen Messen zu halten. Er gestattete den Evangelischen die Kirchenbenutzung und besoldete lutherische Pfarrer und Lehrer aus Einnahmen des Klosters. Nach dem Speyrer Reichstag 1542 musste er die Maßnahmen teilweise wieder rückgängig machen.
1542 wurden Wilhelm II. von Neuenahr und Johann Gropper mit einer Delegation vom Kölner Erzbischof Hermann V. von Wied und Landgraf Philipp I. von Hessen von Marburg aus, wo sie sich im Oktober aufhielten, zu Königin Maria von Ungarn nach Löwen gesandt, um eine Intervention in dem Streit um Geldern zwischen dem Kaiser Karl V. und Herzog Wilhelm V. von Jülich-Kleve-Berg anzubieten und über einen drei- bis viermonatigen Waffenstillstand zu verhandeln. Im Februar 1543 nahmen beide Abgesandte an der „Aachener Konferenz“ zwischen Burgund und Jülich teil. Im September waren sie im Lager vor Venlo Zeugen der Unterwerfung Wilhelms V. von Jülich-Kleve-Berg unter den Kaiser, als deren Folge der Herzog Geldern wieder abtreten musste.
1543 vermittelte Herzog Wilhelm V. zwischen Graf Wilhelm II. von Neuenahr und Oswald II. von dem Bergh ’s-Heerenberg (1508–1546), die beide Krefeld und die Burg Cracau beanspruchten. Oswalds II. von dem Bergh Großvater Oswald I. von dem Bergh ’s-Heerenberg (1442–1511), der seit 1456 mit Elisabeth von Moers (1442–1493) verheiratet gewesen war, hatte die Besitzungen 1484 gegen Geldvorschüsse in Höhe von 14.164 Rheinischen Gulden von seinem Schwiegervater Vincenz von Moers-Saarwerden (1414–1499) als Pfandbesitz erhalten. Wilhelm II. von Neuenahr hatte jedoch vor den Uerdinger Schöffen feststellen lassen, dass Oswald II. von dem Bergh als Pfandinhaber keine Herrschaftsrechte ausgeübt hatte.
Wilhelm II. von Neuenahr nahm 1542 oder eher 1543 seine Nichte Yolande van Brederode (1525–1552) bei sich auf, als sie und ihr Mann Jacques de Bourgogne (um 1520–1556), Seigneur de Falais et de Bredam, als verfolgte Protestanten in das Exil nach Köln zogen. 1543 erwarb „comes Nuenarius“ auf Empfehlung von Johannes Caesarius (* um 1468; † 1550) ein Exemplar der von Konrad Pellikan, Leo Jud, Theodor Bibliander, Petrus Cholinus († 1542), Rudolf Gwalther und Desiderius Erasmus besorgten neuen lateinischen Zürcher Bibelübersetzung aus den Urtexten. Während der sog. „Kölner Reformation“, die Wilhelm II. von Neuenahr unterstützte, besprach Philipp Melanchthon im Juli 1543 den Entwurf der von ihm und Martin Bucer für Erzbischof Hermann V. von Wied verfassten Reformationsordnung „Einfaltigs Bedencken“ in Bonn auch mit Wilhelm II. von Neuenahr und Dietrich IV. von Manderscheid.
Anfang des Jahres 1544 beauftragte Renatus von Châlon, der Fürst von Oranien, Wilhelm II. zu Verhandlungen mit Landgraf Philipp von Hessen über das Katzenelnbogensche Erbe. Von Ende Februar bis Anfang Mai 1544 vertraten Wilhelm II. und Johann Gropper den Oranier bei Verhandlungen mit dem Landgrafen in Speyer; Wilhelm II. und sein Sohn Hermann hielten sich dort anlässlich des Reichstags 1544 mit der Kurkölner Delegation auf. Renatus von Châlon fiel jedoch schon am 18. Juli 1544 auf einem Feldzug Kaiser Karls V. in der Champagne, und Wilhelm II. reiste nach Brabant, um dessen Nachlass zu ordnen.

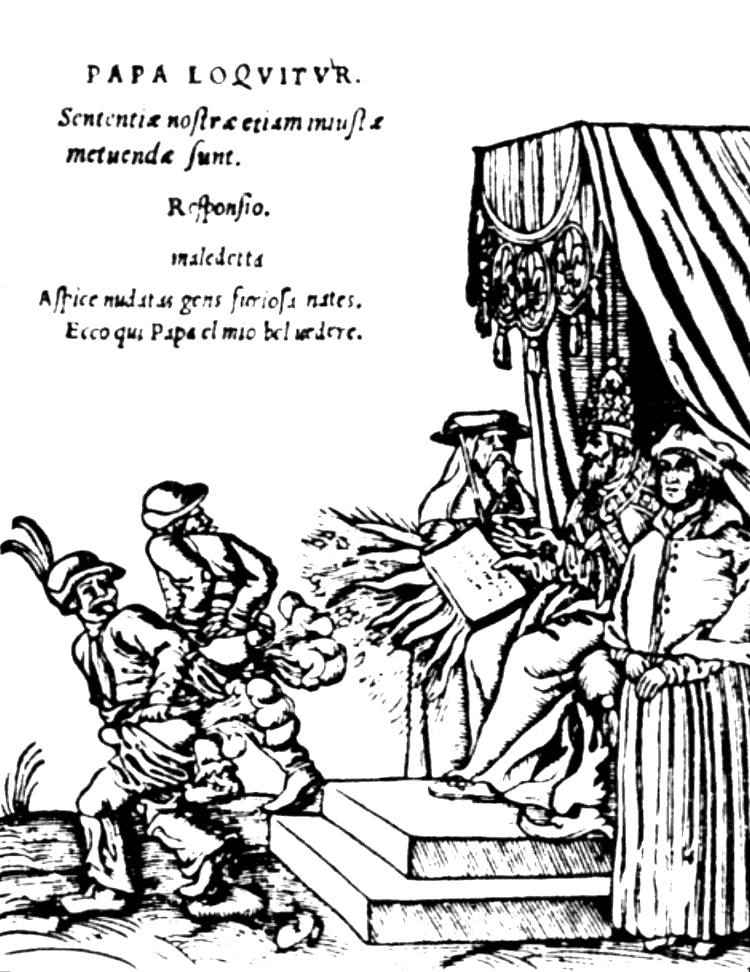
Karikatur „Der Papst redet – Antwort“, Werkstatt des Lucas Cranach, 1545

Als auf dem Wormser Reichstag 1545 Luthers Schrift Wider das Papsttum verteilt wurde, deren Illustrationen aus der Werkstatt von Lucas Cranach besonderen Anstoß erregten, verbreiteten die katholisch gesinnten Gesandten einen Brief Wilhelms II. von Neuenahr, in dem dieser vorschlug, solche Druckwerke, die nur größeren Unwillen und Ärgernis erregten, zu verbieten.
Im Frühjahr 1546 führte Wilhelm II. Gespräche mit dem Reichsvizekanzler Johann von Naves († 1547), wegen einer Zusammenkunft des Kaisers Karl V. mit Landgraf Philipp I. von Hessen auf der Reise zum Reichstag von Regensburg. Das Geheimgespräch fand am 28./29. März 1546 in Speyer statt.
Seit 1546 nahmen Wilhelm II. von Neuenahr und sein Sohn Hermann den betagten Humanisten Johannes Caesarius regelmäßig im Sommer bei sich im Moerser Schloss auf und unterstützten ihn mit jährlich 130 Gulden.

### Nach der „Kölner Reformation“
Wilhelm II. von Neuenahr und Dietrich IV. von Manderscheid bewogen Hermann V. von Wied am Ende der „Kölner Reformation“ dazu, am 25. Februar 1547 als Erzbischof von Köln abzudanken. In Folge der Abdankung bürgten Wilhelm II. von Neuenahr und sein Sohn Hermann in den Jahren 1547 bis 1549 bei Hauprecht (Hubrecht) von Dinslaken (Dynsclagen), Bürger von Köln, und Alheid von Dinslaken, Witwe des Johann Key von Dinslaken, für Darlehen über 15.000 und 20.000 Goldgulden zu 5 %. Dabei handelte es sich um die Übernahme von Schulden des früheren Erzbischofs Hermann IV. von Hessen, für die zunächst Ludwig von Stolberg-Königstein (1505–1574) und sein Bruder Heinrich (1509–1572) zusammen mit einigen Kölner Bürgern aus der Gesellschaft der edlen lebendigen selbst gehenden Wasserkunst gebürgt hatten. 1548/49 verkauften Wilhelm II. und Hermann von Neuenahr an die Familie Dinslaken (Dinschlachen) für insgesamt 8000 Goldgulden jährliche Gülten von 400 Gulden aus den Gefällen und Einkünften ihrer Herrschaften Bedburg und Rösberg sowie aus dem ihnen vom Erzstift Köln verpfändeten Amt Hülchrath. Lic. Konrad Dinslaken, ein Sohn der Alheid von Dinslaken, versuchte später, diese Schuldforderungen bei Hermann von Neuenahr einzutreiben.
Nach dem Augsburger Reichstag von 1547/1548 korrespondierte Wilhelm II. mit dem Generalvikar Eberhard Billick (1499–1557) der Karmeliten, der entsprechend dem Augsburger Interim die Reformation des Klosters in Moers rückgängig machen wollte. 1547/49 wurde Wilhelm II. Gewerke der Gesellschaft des Schmelzens unter Führung von Graf Ludwig von Stolberg-Königstein-Rochefort, der auch dessen Bruder Domdechant Graf Heinrich von Stolberg, der Leibarzt des Kölner Kurfürsten Burkhard Burchard Kranich, Arnold von Kempen und Graf Johann IV. von Wied-Runkel († 1581) angehörten. Die Gesellschaft wollte das Silberbergwerk auf dem Eichenberg bei Blankenburg im Harz durch moderne Schmelz- und Saigerkünste ausbeuten.
Die Grafschaft Neuenahr suchte 1548 beim Reichshofrat um eine Ermäßigung der Reichssteuern nach. Ab 1549 führte der Kaiserliche Fiskal – wohl Wilhelm Werner von Zimmern (1485–1575) – einen Prozess gegen Wilhelm II. von Neuenahr, Gumprecht II. von Neuenahr-Alpen und den beigeladenen Kölner Erzbischof Adolf von Schaumburg (1511–1556) vor dem Reichskammergericht, weil diese eine angebliche Exemtion der Graf- bzw. Herrschaft Neuenahr von der Reichssteuer geltend machten.
1550 unterschrieb Wilhelm II. von Neuenahr als erster aller adeligen Lehensträger die „Kölnische Erblandesvereinigung“ des Erzbischofs Adolf von Schaumburg. 1551 wird er in einem Schreiben Kaiser Karls V. an den Fiskal Wilhelm Werner von Zimmern erwähnt. 1552 verschrieben Wilhelm II. und Hermann von Neuenahr für 3000 Goldgulden eine jährliche Rente von 150 Goldgulden aus ihrem Lehen aus dem Zoll zu Orsoy an den klevischen Rat Dr. Jakob Omphal (1500–1567) und seine Frau Elisabeth von Bellinghausen. Ebenfalls 1552 verglich sich Wilhelm II. mit Graf Dietrich V. von Manderscheid (1508–1560) als Erbe des Grafen Kuno von Virneburg-Saffenberg († 1545) über eine Schuld in Höhe von 4000 Gulden, deren Bedienung durch eine jährliche 5%ige Pension von 200 Goldgulden bis zur Schlussrate 1565 von seinem Sohn Hermann von Neuenahr quittiert wurde.

## Familie und Nachfolge
Nach dem Tod Wilhelms II. von Neuenahr, der vor dem 24. August 1552 starb, trat sein Sohn Hermann von Neuenahr die Nachfolge als Regent der Grafschaft Moers an. Ihm folgten 1578 Wilhelms Schwiegersohn Graf Adolf von Neuenahr und Limburg (um 1545–1589), Herr zu Alpen, Helpenstein, Linnep und Hackenbroich, und 1589 Wilhelms Tochter Anna Walburga von Neuenahr (1522–1600).
Außer Anna Walburga hatte Wilhelms II. von Neuenahr noch mindestens eine weitere Tochter († nach 1567), denn sein Sohn Hermann erwähnt 1567 zwei Schwestern, die sich bei ihm in Moers und Bedburg aufhalten. Nach einem Bericht von Hermann von Weinsberg (1518–1597) soll die Mutter von Tilmann Iserenheuft (Isenhäupt, Eisernhaubt), der 1566 nach einem Streit um die Bezahlung einer Ausgabe der – päpstlich verbotenen – Colloquia familiaria des Erasmus von Rotterdam Körperverletzungen im Dom begangen hatte, dem Scharfrichter vom Schafott auf Melaten entkommen war und bei Hermann von Neuenahr in Bedburg Zuflucht fand, „ein bastart van Nuwenar“ gewesen sein: „sin motter stunt wal mit dem graven“. Diese Mutter wäre demnach wohl eine Halbschwester oder Cousine von Hermann von Neuenahr, Tillmann ein Enkel Wilhelms II. von Neuenahr. Hermann von Weinsberg erwähnt im Liber Iuventutis darüber hinaus „ein jonfer, heisch Fridrich, ein basterzdochter van Nuwenar und Mors“, die er 1538 zusammen mit seiner eigenen 10-jährigen Schwester im Kölner Augustiner-Eremitinnen-Kloster Maria Bethlehem in der Römergasse (Reimersgass) antraf. Bei dieser Friederike von Neuenahr und Moers kann es sich angesichts des Nachnamens („und Mors“) nur um eine außereheliche Tochter von Wilhelm II. von Neuenahr und Moers gehandelt haben.
Bei einer Visitation von Neukirchen bei Jüchen am 29. Januar 1560 wird zum dortigen Pfarrsatz (Kollatur) vermerkt: „Der graf von Nuwenar ist gifter und sein naturlicher son ist verus pastor (= Inhaber der Pfarrpfründe)“. Aus Altersgründen kann es sich kaum um einen Sohn Hermanns von Neuenahr gehandelt haben, sondern die Bemerkung wird sich auf einen Sohn des verstorbenen Wilhelm II. von Neuenahr beziehen. 1550 war als Inhaber dieser Pfarrstelle noch Wilhelms II. Sekretär Georgen von Sindorf genannt worden. Hermann von Neuenahr bemühte sich 1561 bei seinem Verwandten Graf Wilhelm IV. von dem Bergh ’s-Heerenberg (1537–1586) – dem Ehemann seiner Schwägerin Maria von Nassau –, einem gewissen „Frans van Newenahr“ das Amt eines Schultheißen in Stevensweert zu verschaffen. Es liegt nahe, hierbei an einen natürlichen Sohn Wilhelms II. zu denken.
1573 wird neben Hermann von Neuenahr ein weiterer, natürlicher Sohn Wilhelms II. von Neuenahr ohne Namensnennung erwähnt. Es handelt sich dabei sehr wahrscheinlich um „Caerll van Nuenar“ (Charl van Neuwenar u. ä.) († 1578/79), Schwiegersohn des Peter van Beringen, dem Hermann von Neuenahr 1561 gegenüber dem Kapitel von St. Walburgis in Zutphen als seinem „maeg“ (vgl. mittelhochdeutsch mâg: Blutsverwandter in der Seitenlinie) eine Vertretungs-Vollmacht erteilte und dem er 1567 Güter im geldrischen Amt Ede schenkte. 1563–1566 wurde beim Kaiserlichen Reichshofrat seine Legitimation erwirkt. Karl von Neuenahr war 1569 zusammen mit dem Kaufmann Johann Mohr I. (d. Ä.) († 1581) in die Freilassung des 1568 auf dem Feldzug Wilhelm I. von Oraniens gefangengenommenen Abtes von Sint-Truiden gegen ein Lösegeld von 15.000 Carolusgulden verwickelt, die teilweise „in des von Neuenars Hoffe“ in Köln abgewickelt wurde. 1569 wurde Carolus Neuwenarius in diesem Hof von Theodor Pütz (Phraraeus) († nach 1609) angetroffen. Claes genannt Egbert Morrhe († 1584) aus Kampen – ein Neffe des Humanisten Geert Morrhe (Gerardus Morrhius, Gérard Morrhy des Champs) († nach 1556) – bzw. sein Vormund (momber) Conraet van der Vecht (Coenraad van Vechte) führten in den 1570er Jahren vor dem Lehnsgericht in Bahr (bei Zevenaar) einen Prozess gegen Caerl van Nieuwenaar um die Pfandlöse für das Gut ter Eekt (Eket) bei Elburg in der Veluwe. 1572 hielt Karl von Neuenahr sich in Bedburg auf und bot Maria von Nassau (1539–1599) seine Dienste an. 1576 nahm er stellvertretend für seinen Halbbruder Hermann die geldrische Belehnung mit der Herrschaft Weert an. 1578 verhandelte der Kölner Rat über eine „appellatio Caroli von Newenar contra Johan von Sittardt“.
Enkel des Wilhelm II. von Neuenahr waren Hermann von Nuenar aus Köln, ein Lediger von Adel und Mitarbeiter der Buchdruckerei von Johann Wechel († 1593), der in Frankfurt am Main starb und dessen Bruder Hieronymus von Nuenar aus Köln im April 1590 Ansprüche auf das Erbe seines Bruders geltend machte. „Harmen van Nuwenair“ war ein Sohn des Carl von Neuenahr, die Brüder Herman von Neuwena und Ieronimus van Neuwenar werden 1587 zusammen in der Kölner Nachlassangelegenheit des Carle von Neuenahr erwähnt, bei der es um Güter „bei der Elburch in Gelderen und in der Bethaw und anders gelegen“ ging. Schultheiss Hieronimus von Newenar war 1589 „Verwahrer“ des Newenarischen Hofes in Köln.
Die Familienkonstellation stellt sich folgendermaßen dar: Wilhelms II. von Neuenahr war seit 1518 verheiratet mit Gräfin Anna zu Wied und Moers (um 1500–1528). Er hatte Kinder aus der Ehe (1–2) und aus anderen Beziehungen (3–8 bzw. 10):
1. Hermann von Neuenahr und Moers (1520–1578), seit 1538 verheiratet mit Gräfin Magdalena von Nassau-Dillenburg (1522–1567),
2. Anna Walburga von Neuenahr und Moers (1522–1600), 1540 verlobt,[180] 1546 bis 1568 verheiratet mit Philippe de Montmorency, Graf von Horn (1526–1568), seit 1575 verheiratet mit Graf Adolf von Neuenahr und Limburg (um 1545–1589),
3. Friederike von Neuenahr und Moers (* um 1515/25; † nach 1538, vermutlich vor 1567), 1538 Augustiner-Eremitin im Kloster Maria Bethlehem in Köln,
4. Karl von Neuenahr (* um 1520/35; † 1578/79), vor 1550/60 verheiratet mit N. van Beringen († vor 1576) aus Gennep, Tochter des Peter d. Ä. van Beringen. Karl von Neuenahr, zwischen 1569 und 1578 in Köln belegt, 1576 Witwer,[181] Besitz in Geldern, war Schwager des Peter d. J. van Beringen († 1586), ⚭ 1541 mit Johanna van Wylick († nach 1587),[165][182] und des Lijffert (Lifford) van Beringen (* um 1542/45; † nach 1606).[165][183] Kinder Karls von Neuenahr (von unterschiedlichen Müttern):[176]
  1. Hermann (Harmen) von Neuenahr (* um 1555/65; † 1587), 1579 noch unmündig, Buchdrucker in Frankfurt am Main, Neffe der Johanna van Wylick, die den Hof thoe Eycke (heute Straßenname Eikenhof) in Oosterwolde im Amt Doornspijk von ihm erbte,[165]
  2. Hieronimus von Neuenahr (* um 1555/65; † nach 1590), 1587 und 1590 in Köln belegt, 1589 Verwalter des Neuenahrer Hofs
    1. N. (Tochter) († nach 1591)[184]
5. (Tochter, vermutlich identisch mit Nr. 6 oder mit Nr. 3) N. von Neuenahr (* um 1515/35; † nach 1567), 1567 bei ihrem Halbbruder Hermann in Moers und Bedburg belegt,
6. (Tochter, unsicher, könnte auch eine Nichte o. ä. gewesen sein) N. von Neuenahr (* um 1515/35; † nach 1566), verheiratet mit N. Iserenheuft, deren Sohn:
  1. Tilmann Iserenheuft (* um 1535/45; † nach 1566),
7. (unsicher) Franz von Neuenahr (* um 1515/35; † nach 1561, wohl vor 1573), 1561 volljährig,
8. (wahrscheinlich) (Sohn, evtl. identisch mit Nr. 7) N. von Neuenahr (* vor 1535; † nach 1560), Inhaber der Pfarrpfründe zu Hochneukirch,
9. Léonard de Nieunaer,[179]
10. Bernard de Meurs.[179]